# كابو باسيرو

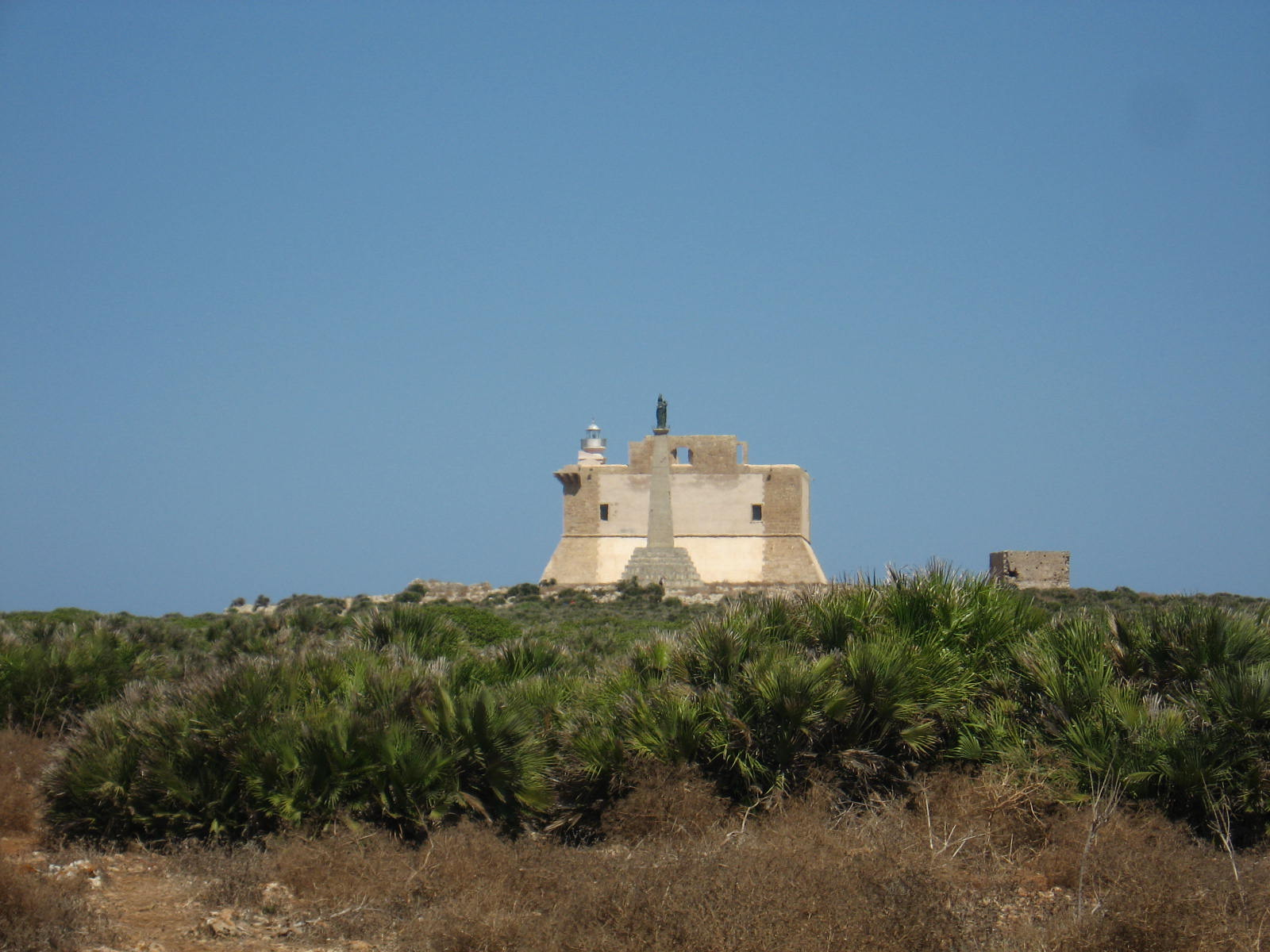
حصن كابو باسيرو.

كابو باسيرو (بالإيطالية: Capo Passero)‏ و(باليونانية: Πάχυνος)‏ و(باللاتينية: Pachynus) أو رأس باسيرو هي الزاوية الجنوبية الشرقية من جزيرة صقلية الإيطالية وهي أحد النتوءات الثلاثة التي تعطيها الاسم تريناكريا.